# Skåltjärnen (Ramsjö socken, Hälsingland)
Skåltjärnen är en sjö i Ljusdals kommun i Hälsingland och ingår i Ljusnans huvudavrinningsområde.